# سفين سترومبرغ
سفين سترومبرغ (بالسويدية: Sven Strömberg)‏ هو عداء سريع سويدي، ولد في 22 يناير 1911 في كارلسكرونا في السويد، وتوفي في 22 أكتوبر 1986 في غوتنبرغ في السويد.

## وصلات خارجية
- سفين سترومبرغ على موقع الاتحاد الدولي لألعاب القوى (الإنجليزية)
- سفين سترومبرغ على موقع أوليمبيديا (الإنجليزية)
- سفين سترومبرغ على موقع اللجنة الأولمبية السويدية (السويدية)